# Benjamin E. Russell

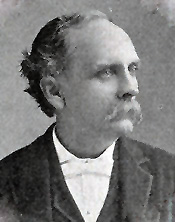
Benjamin E. Russell

Benjamin Edward Russell (* 5. Oktober 1845 in Monticello, Jefferson County, Florida; † 4. Dezember 1909 in Bainbridge, Georgia) war ein US-amerikanischer Politiker. Zwischen 1893 und 1897 vertrat er den Bundesstaat Georgia im US-Repräsentantenhaus.

## Werdegang
Benjamin Russell war ein Cousin von Rienzi Melville Johnston (1849–1926), der 1913 US-Senator für den Staat Texas war. Im Jahr 1854 zog er mit seinen Eltern in das Decatur County in Georgia, wo er die öffentlichen Schulen besuchte. Zu Beginn des Bürgerkrieges fungierte er als Trommler in einem Regiment aus Georgia. Während der letzten drei Kriegsjahre war er Oberleutnant in einer Einheit aus Florida.
Nach dem Krieg stieg Russell in das Pressegeschäft ein. In Bainbridge gab er eine Zeitung heraus. Politisch war er Mitglied der Demokratischen Partei. Im Jahr 1877 war er Delegierter auf einer Versammlung zur Überarbeitung der Staatsverfassung von Georgia; 1880 nahm er an der Democratic National Convention in Cincinnati teil, auf der Winfield Scott Hancock als Präsidentschaftskandidat nominiert wurde. In den Jahren 1881 und 1882 war Russell Bürgermeister von Bainbridge, ehe er von 1882 bis 1883 als Abgeordneter im Repräsentantenhaus von Georgia saß. Anschließend wirkte er von 1885 bis 1890 als Posthalter in Bainbridge.
Bei den Kongresswahlen des Jahres 1892 wurde Russell im zweiten Wahlbezirk von Georgia in das US-Repräsentantenhaus in Washington, D.C. gewählt, wo er am 4. März 1893 die Nachfolge von Henry Gray Turner antrat, der in den neugeschaffenen elften Distrikt wechselte. Nach einer Wiederwahl im Jahr 1894 konnte er bis zum 3. März 1897 zwei Legislaturperioden im Kongress absolvieren. 1896 verzichtete Russell auf eine weitere Kandidatur für den Kongress. In den folgenden Jahren arbeitete er wieder im Zeitungsgeschäft. Er starb am 4. Dezember 1909 in Bainbridge, wo er auch beigesetzt wurde.